# 狩野見恭兵
狩野見 恭兵（かのみ きょうへい、1999年〈平成11年〉5月26日 - ）は、日本の俳優。
静岡県出身。ソニー・ミュージックアーティスツ所属。身長165cm。趣味・特技は剣道、盆栽、ピアノ、読書。
2015年に映画『くちびるに歌を』で俳優デビュー。2016年公開の日本映画『闇金ウシジマくん ザ・ファイナル』で山田孝之が演じる主人公・丑嶋馨の中学生時代を演じて注目を集めた。
2020年3月末日で所属事務所を退所、芸能活動を引退。

## 出演

### 映画
- くちびるに歌を（2015年） - 篠崎シュウヘイ 役[2]
- ホテルコパン（2016年） - 生徒・守 役[2]
- 闇金ウシジマくん ザ・ファイナル（2016年） - 丑嶋馨（中学生時代） 役[1]
- 心が叫びたがってるんだ。（2017年） - 坂上拓実（中学生） 役
- 生理ちゃん（2019年公開予定） - 北村ゆきち 役

### ショートフィルム
- わかれうた（2017年）

### テレビドラマ
- 謎解きLIVE 美白島殺人事件（2015年7月18日・19日、NHK BSプレミアム） - 河野創太 役
- AKBラブナイト 恋工場 第10話「素敵なバツゲーム」（2016年5月19日、テレビ朝日）- 明智裕翔 役
- やすらぎの刻〜道（2019年4月 - 、テレビ朝日） - 立田秋夫 役
- 教場（2020年新春、フジテレビ）

### テレビ番組
- NHK高校講座 コミュニケーション英語I（2017年）[4]

### CM
- タマホーム（2014年）
- 読売新聞 インターハイ（2015年）
- mixi/モンスターストライク（2018年）